# خودقوم‌نگاری
خودقوم‌نگاری (به انگلیسی Autoethnography) نوعی از تحقیقات کیفی است که در آن نویسنده از خودکاوی و نوشتن برای کشف تجربیات حکایتی و شخصی استفاده می کند و این داستان زندگی نامه ای را با معانی و فهم گسترده تر فرهنگی، سیاسی و اجتماعی مرتبط می کند.   خودقوم‌نگاری نوعی نگارش خود کاوانه است که در رشته های مختلف مانند مطالعات ارتباطی، مطالعات عملکرد ، آموزش، ادبیات انگلیسی ، انسان شناسی ، مددکاری اجتماعی ، جامعه شناسی ، تاریخ ، روانشناسی ، الهیات و مطالعات دینی ، بازاریابی ، رفتار سازمانی،  مطالعات جنسیتی، توسعه منابع انسانی ،  آموزش بزرگسالان ،  مدیریت آموزشی، آموزش هنر ، پرستاری و فیزیوتراپی  استفاده می شود. 
به گفته مارچال (2010)، "خود قوم‌نگاری شکل یا روشی از تحقیق است که شامل مشاهده خود و بررسی بازتابی در زمینه کار میدانی و نگارش قوم نگاری است" (ص. 43). کارولین الیس (2004)، آن را به عنوان «تحقیق، نگارش، داستان و روشی تعریف می کند که زندگی نامه ای و شخصی را به امور فرهنگی، اجتماعی و سیاسی مرتبط می کند» (ص. xix). با این حال، دستیابی به اجماع در مورد تعریف این اصطلاح آسان نیست. به عنوان مثال، در دهه 1970، خودقوم‌نگاری به صورت محدودتر به عنوان "مردم نگاری خودی" تعریف شد، که به مطالعات (فرهنگ) گروهی اشاره می کند که محقق یکی از اعضای آن است (هایانو، 1979). با این حال، امروزه همانطور که الینگسون و الیس (2008) اشاره می کنند، "معنا و کاربردهای خودقوم‌نگاری به گونه ای تکامل یافته است که تعریف دقیق را دشوار می کند" (ص. 449).